# Pentazetes mandjeliae
Pentazetes mandjeliae är en kvalsterart som beskrevs av J. och P. Balogh 1983. Pentazetes mandjeliae ingår i släktet Pentazetes och familjen Ceratozetidae. Inga underarter finns listade i Catalogue of Life.